# 轡田收
轡田 収（くつわだ おさむ、1934年1月30日 - ）は、日本のドイツ文学者、学習院大学名誉教授。
兵庫県出身。東京大学卒。立教大学助教授。70年慶應義塾大学助教授、72年教授。75年学習院大学、2004年定年退任、名誉教授。
ドイツのバロック文学を専攻。ドイツ文芸理論を翻訳紹介した。

## 編著
- 『文芸史と文芸理論 文学の歴史と理論』編著、放送大学教育振興会、1986

### 翻訳
- ヘルムート・プレッサー『書物の本 西欧の書物と文化の歴史 書物の美学』法政大学出版局 叢書・ウニベルシタス、1973
- ハンス・ローベルト・ヤウス『挑発としての文学史』岩波書店、1976
- ヴォルフガング・イーザー『行為としての読書 美的作用の理論』岩波書店、1982、のち現代文庫
- ハンス・ゲオルク・ガダマー『真理と方法 哲学的解釈学の要綱』全3巻 巻田悦郎、三浦國泰ほか共訳　法政大学出版局 叢書・ウニベルシタス、1986-2012
- ハンス・ヴェルナー・ゲッツ『中世の日常生活』山口春樹, 川口洋共訳、中央公論社、1989
- フィリップ・フォルジェ編著『テクストと解釈』三島憲一ほか共訳、産業図書、1990

## 参考
- コトバンク
- 轡田收教授 経歴および主な業績 (轡田收教授古稀記念特集--19世紀と文学史) 学習院大学ドイツ文学会研究論集 2004